# Партизанська війна

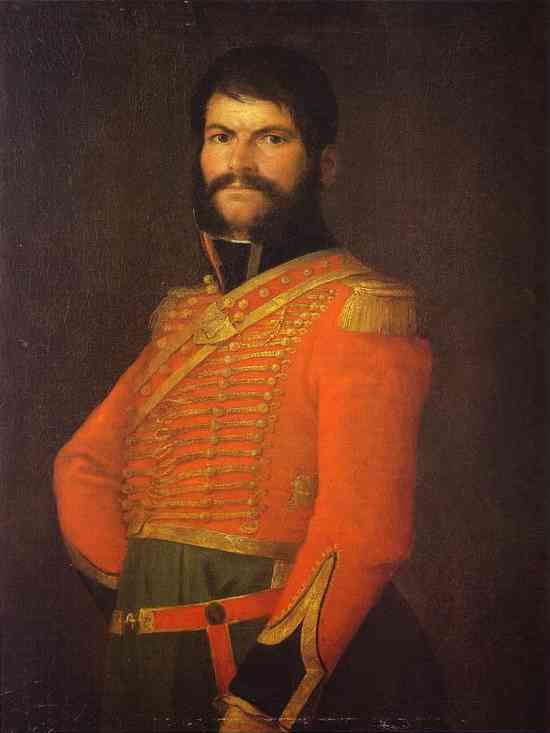
Лідер партизанського руху за часів війни на Піренейсьскому півострові Хуан Мартін Діез

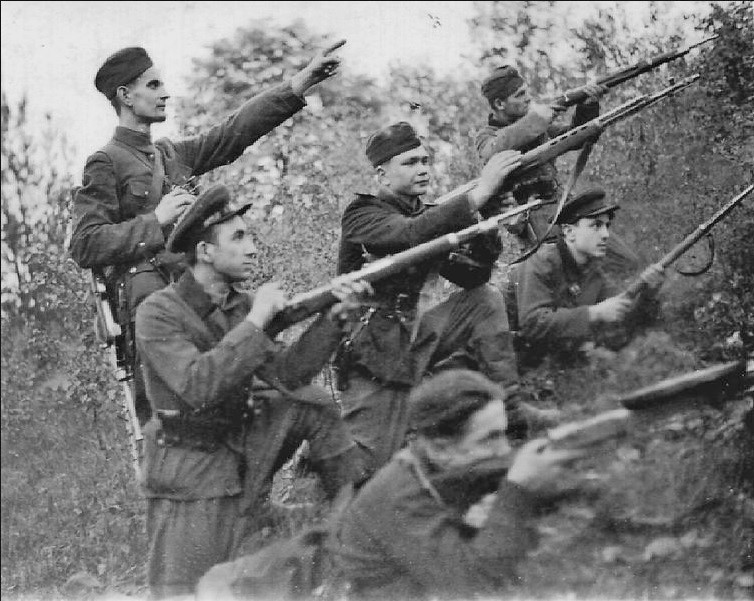
Повстанці з Острозького відділу в Суразьких лісах. Грудень 1943 р.

Партизанська війна (герилья, від ісп. guerrilla) — різновид війни, бойові дії якої здебільшого поза лінією фронту, які ведуться окремими особами або збройними формуваннями — партизанами, що не входячи до складу регулярних збройних сил, добровільно беруть участь у боротьбі з іноземними загарбниками або в громадянській війні на окупованій території.
В Іспанії та країнах Латинської Америки партизанська війна має назву герилья (ісп. guerrilla — зменшувальне від guerra, «війна»).

## Тактика партизанської боротьби
У тактиці партизанських дій можна виділити такі аспекти:
- Руйнування інфраструктури ворога в будь-якій формі (саботаж) - знищення ліній зв'язку, високовольтних ліній, отруєння і знищення водопроводів, колодязів тощо.
- Дії на комунікаціях противника з метою порушення постачання його регулярних військ на фронтах.
- Протидія окупаційній чи колоніальній адміністрації шляхом перешкоджання її роботі, знищення органів її влади, поліції, військових залог.
- Інформаційна війна (поширення вірних і невірних відомостей в усній (чутки, радіопередачі) або друкарській (листівки, газети, мережа) формі з метою схилити місцеве населення і (рідше) самого противника на свою сторону).
- Знищення живої сили будь-яких органів влади противника.
- Терор відносно противника — здійснення акцій, скерованих на залякування його в будь-якій формі (вбивство, диверсії, напади на місця розташування окупаційних чи колоніальних військ тощо).

Одним з головних чинників для успішного ведення партизанської війни є підтримка партизанів місцевим населенням, яке забезпечує їх людськими поповненнями, необхідними припасами, а в разі поразки, прихистком. Бажано (але не обов'язково), щоб партизанам в їх боротьбі надавалася допомога з боку регулярної армії — фінансова, допомога спорядженням (зброєю, медикаментами та спорядженням перш за все), допомога інформаційна (інструкції, керівництво та інструктори, пропаганда). Мао Цзедун називав партизанську війну найефективнішим засобом опору владі (диктаторській, колоніальній або окупаційній) і висунув основну ідею партизанської війни: «Ворог наступає — ми відступаємо, ворог зупинився — ми турбуємо, ворог відступає — ми переслідуємо».

## Історія
Британський історик Джон Елліс у своїй праці «англ. From the Barrel of a Gun» (це початок відомого вираження Мао «рушниця народжує владу») перераховує більше ніж 160 партизанських воєн — з VI століття до нашої ери до 1995 року. І вказує, що — «менш як 20 з них можна вважати повністю успішними».
Слід врахувати, що не завжди метою партизанів було добитися класичної військової перемоги. Більшість (у тому числі найвідоміших) партизанських воєн мали допоміжний характер. Їх метою було лише допомогти своїй (або союзній) регулярній армії, самі партизани іншої мети й не мали. Такими були партизанські війни проти Наполеона в Росії і Іспанії, проти Гітлера і його союзників в СРСР, Франції та інших країнах.
Лише допоміжними були й блискучі партизанські війни британського авантюриста Лоуренса в Аравії та німецького генерала Леттов-Форбека в Східній Африці під час Першої Світової війни. Багато з цих воєн йшло успішно, але затяжними, в сенсі розгрому основних сил противника, вони стати просто не могли. Тому з часів війни з Наполеоном по-іспанськи партизанська війна називається ісп. guerrilla — тобто молодша війна.
Саме поняття «партизан» виникло у XVIII столітті в Росії, і означало спочатку «прихильник» від фр. partisan. Партизанами називали людей, які активно підтримували будь-яку діяльність. Лише під час війни 1812 року проти Наполеонівської інтервенції слово партизан отримало сучасне значення вояка-доборовольця, який не належить до регулярних військових формувань, і який веде боротьбу з загарбником на окупованій території.

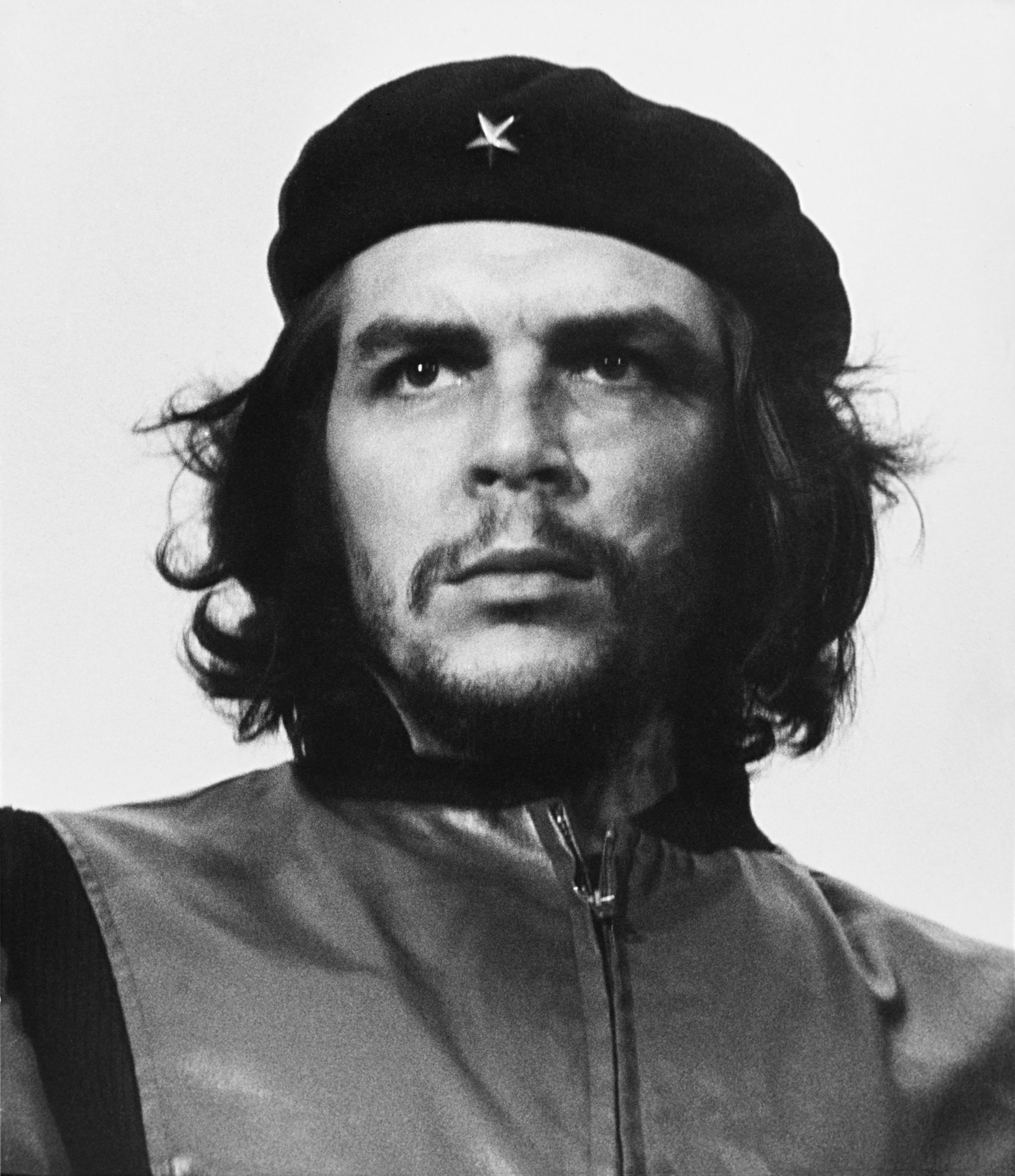
Легендарний теоретик та практик партизанської війни Ернесто Че Гевара

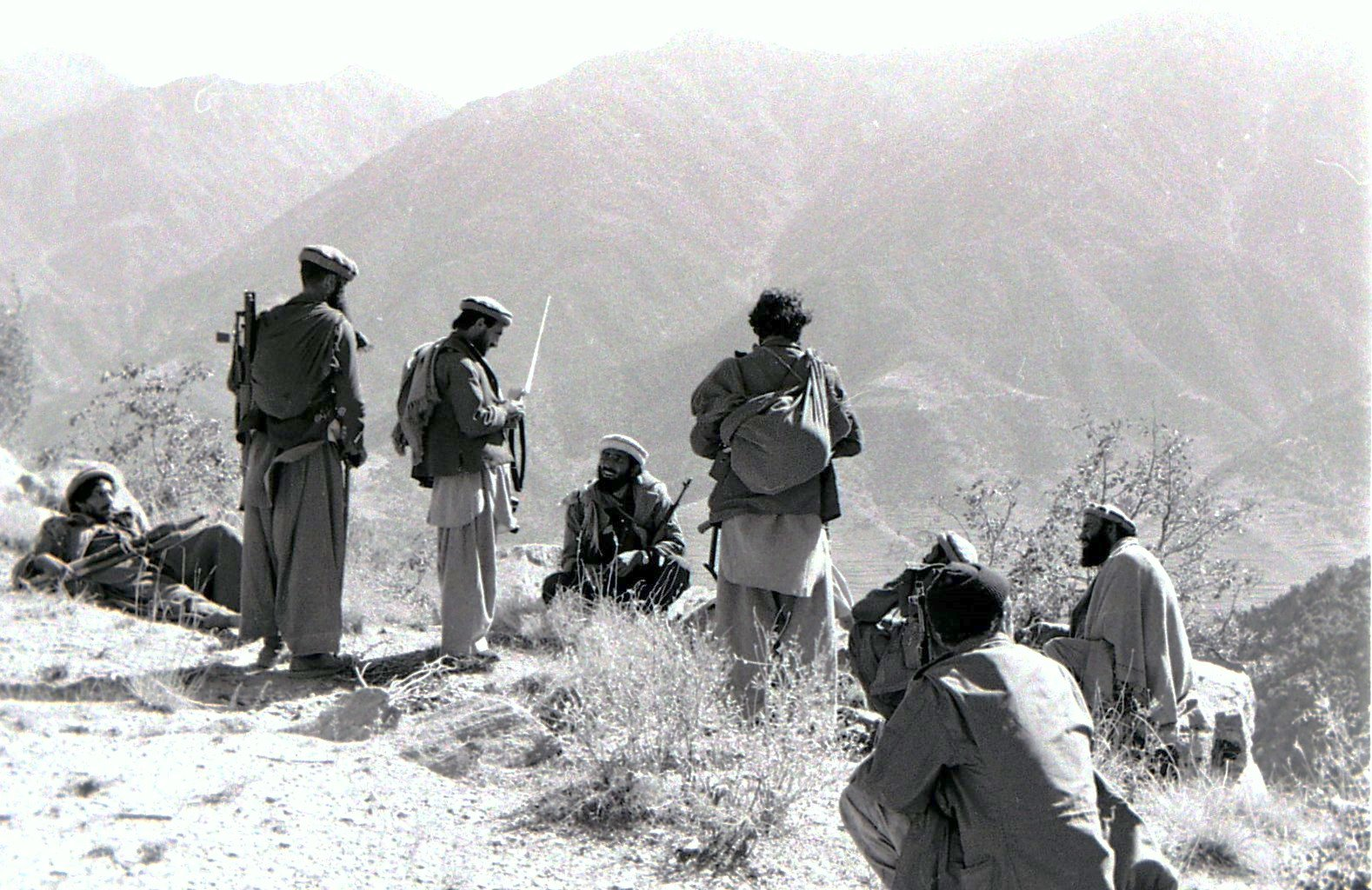
Афганські моджахеди

Іспанське ж позначення для партизанської війни — «герилья» (ісп. guerrilla, «мала війна») виникло в ході довготривалої окупації наполеонівськими військами Іспанії, яка розпочалась в 1805 році. Тоді практично вся територія Іспанії була охоплена вогнем партизанської війни, яка й отримала назву Герилья.
Сильний розвиток партизанська війна отримала під час Другої світової війни. Практично в усіх країнах, окупованих фашистською коаліцією діяли антифашистські партизанські рухи. А на території Польщі та України ще й антибільшовицькі повстанські рухи (Українська Повстанська Армія, Армія Крайова), які набули величезного розмаху та охопили величезні території.
У другій половині XX століття партизанські рухи діяли в основному в країнах Азії, Африки, Латинської Америки. У багатьох з цих країн партизанські війни велися десятиліттями.

## Література

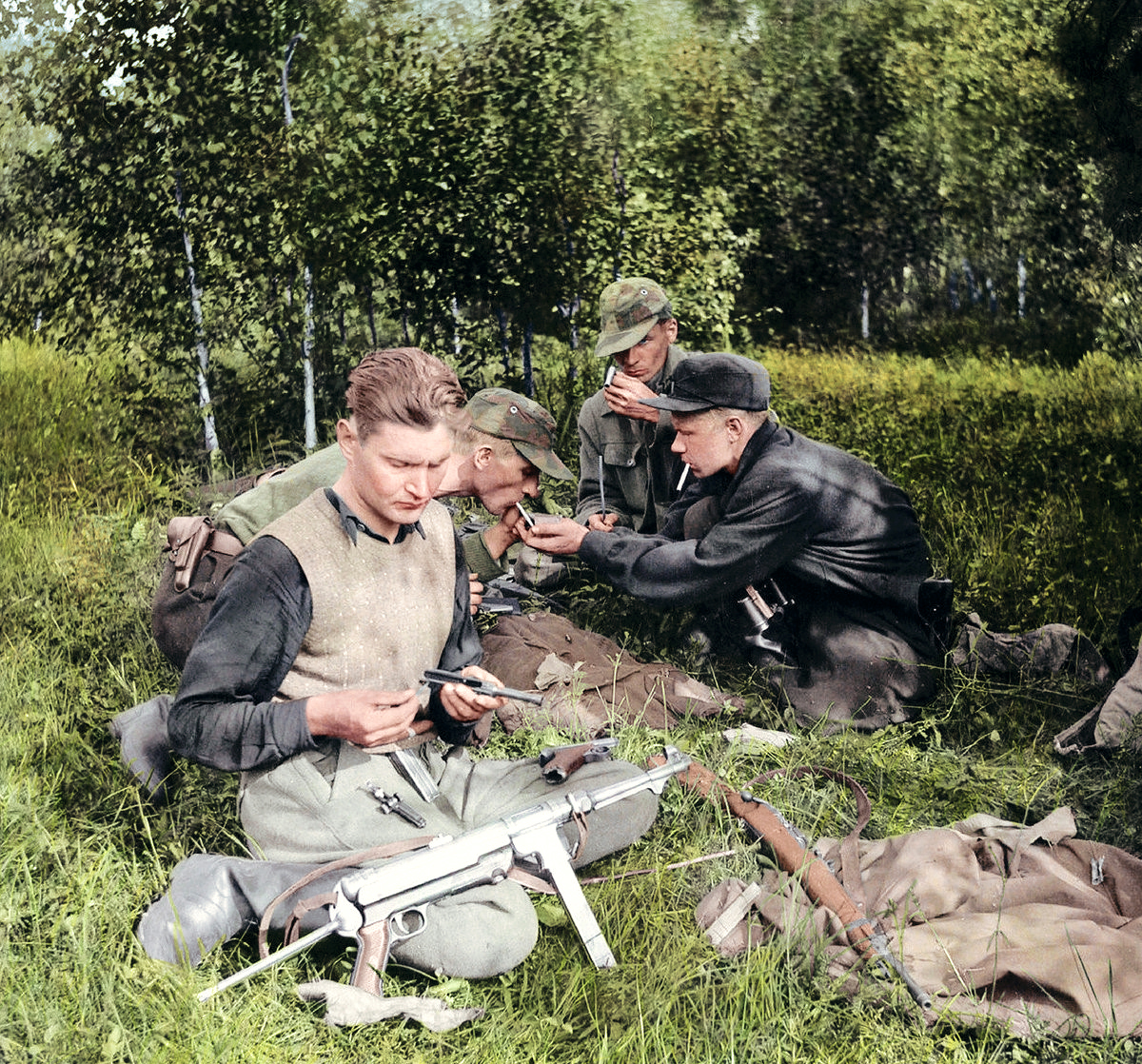
Естонські лісові брати відпочивають та чистять зброю після стрілецьких вправ у Вескіару, округ Ярва, Естонія, 1953 рік